# Marco Seio Varano
Marco Seio Varano (in latino: Marcus Seius Varanus; 2 a.C. circa – dopo il 41) è stato un magistrato e senatore romano, console dell'Impero romano.

## Biografia
Della vita e della carriera di Varano non si conosce praticamente nulla. Forse discendente dell'edile del 74 a.C. Marco Seio o del cavaliere di età ciceroniana proprietario di una villa ad Ostia Marco Seio, oppure homo novus, Varano possedeva proprietà nel territorio tra Casinum e Venafrum, dove sono documentati suoi schiavi: l'abbondanza di attestazioni della sua gens nella zona potrebbe far pensare ad un'origine venafrana. In ogni caso, non ci sono elementi per collegarlo alla famosa gens Seia equestre e poi consolare che produsse i prefetti del pretorio augusteo-tiberiani Lucio Seio Strabone e Lucio Elio Seiano.
L'unico incarico noto di Varano lo vede al vertice dello stato romano: egli fu infatti console suffetto insieme a Quinto Fuzio Lusio Saturnino nei mesi di luglio e agosto di un anno da identificare quasi certamente con il 41, sostituendo, probabilmente come primi consoli designati da Claudio, gli ultimi consoli caligolei Gneo Senzio Saturnino e Quinto Pomponio Secondo.
Dopo il suo consolato, Varano scompare dalla storia.